# IC 3849
IC 3849 је појединачна звијезда у сазвјежђу Ловачки пси која се налази на листи објеката дубоког неба у Индекс каталогу.
Деклинација објекта је + 40° 46' 20" а ректасцензија 12h 52m 37,0s.